# Harmanus Bleecker

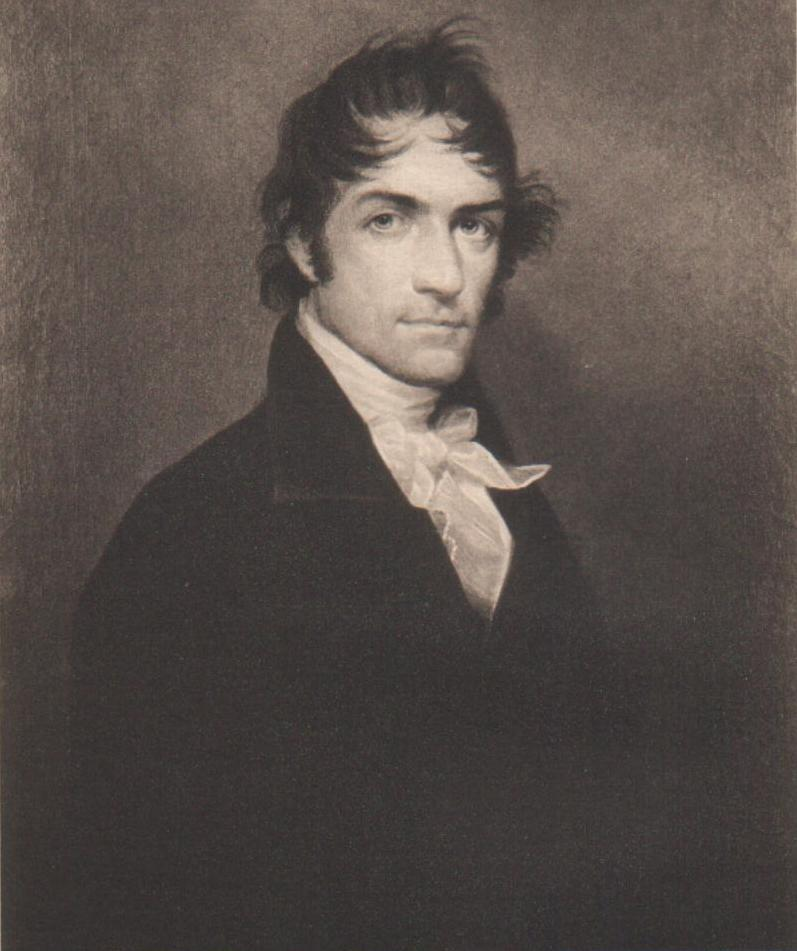
Harmanus Bleecker

Harmanus Bleecker (* 9. Oktober 1779 in Albany, New York; † 19. Juli 1849 ebenda) war ein US-amerikanischer Jurist und Politiker. Zwischen 1811 und 1813 vertrat er den Bundesstaat New York im US-Repräsentantenhaus.

## Werdegang
Harmanus Bleecker wurde während des Unabhängigkeitskrieges in Albany geboren und wuchs dort auf. Er studierte Jura. Seine Zulassung als Anwalt erhielt er 1801 und begann dann in Albany zu praktizieren.
Politisch gehörte er der Föderalistischen Partei an. Bei den Kongresswahlen des Jahres 1810 wurde Bleecker im siebten Wahlbezirk von New York in das US-Repräsentantenhaus in Washington, D.C. gewählt, wo er am 4. März 1811 die Nachfolge von Killian Van Rensselaer antrat. Da er auf eine erneute Kandidatur im Jahr 1812 verzichtete, schied er nach dem 3. März 1813 aus dem Kongress aus.
Danach nahm er in Albany wieder seine Tätigkeit als Anwalt auf. Er saß in den Jahren 1814 und 1815 in der New York State Assembly. Zwischen 1822 und 1834 war er Regent an der University of the State of New York. Am 12. Mai 1837 wurde er diplomatischer Geschäftsträger (Chargé d’Affaires) in den Niederlanden – eine Stellung, die er bis zum 28. Juni 1842 innehatte. Danach zog er sich aus dem öffentlichen Leben zurück sowie seinen Geschäftstätigkeiten. Er starb am 19. Juli 1849 in Albany und wurde dort auf dem Rural Cemetery beigesetzt.